# Veturius (Publius)
Publius es un subgénero de coleóptero de la familia Passalidae.

## Especies
Las especies de este subgénero son:
- Veturius (Publius) alani (Boucher, 2005)
- Veturius (Publius) centralis (Boucher, 2005)
- Veturius (Publius) concretus (Kaup, 1868)
- Veturius (Publius) crassus (Smith, 1852)
- Veturius (Publius) danieli (Boucher, 2005)
- Veturius (Publius) dupuisi (Boucher, 2005)
- Veturius (Publius) impressus (Hincks, 1934)
- Veturius (Publius) pehlkei (Boucher, 2005)
- Veturius (Publius) rugifrons (Boucher, 2005)
- Veturius (Publius) solisi (Boucher, 2005)
- Veturius (Publius) spinipes (Zang, 1905)
- Veturius (Publius) steinheili (Boucher, 2005)
- Veturius (Publius) talamacaensis (Boucher, 2005)
- Veturius (Publius) taurus (Boucher, 2005)
- Veturius (Publius) tectus (Boucher, 2005)
- Veturius (Publius) unanus (Boucher & Ramírez, 2016)[2][3]